# Thomas James Bosville
Thomas James Bosville, britanski general, * 1898, † 1945.